# Metropolia Manili
Metropolia Manili (łac. Metropoli Manilensis) – jedna z 16 metropolii Kościoła rzymskokatolickiego na Filipinach z siedzibą w Manili. Składa się z archidiecezji Manili i 9 diecezji (sufraganii). Metropolia została ustanowiona 14 sierpnia 1595 przez papieża Klemensa VIII.

## Diecezje wchodzące w skład metropolii
1. Archidiecezja Manili
2. Diecezja Antipolo
3. Diecezja Cubao
4. Diecezja Imus
5. Diecezja Kalookan
6. Diecezja Malolos
7. Diecezja Novaliches
8. Diecezja Parañaque
9. Diecezja Pasig
10. Diecezja San Pablo

## Biskupi metropolii

### Biskupi diecezjalni
- Metropolita Prymas: ks. kard. Jose Advincula
- Sufragan: ks. bp Francisco De Leon (Antipolo)
- Sufragan: ks. bp Honesto Ongtioco (Quezon City: 4ty Dystrykt)
- Sufragan: ks. bp Reynaldo Evangelista (Imus)
- Sufragan: ks. kard. Pablo Virgilio David (Caloocan)
- Sufragan: ks. bp Dennis Villarojo (Malolos)
- Sufragan: ks. bp Roberto Gaa (Quezon City: 5ty Dystrykt)
- Sufragan: ks. bp Jesse Mercado (Parañaque)
- Sufragan: ks. bp Mylo Hubert Vergara (Pasig)
- Sufragan: ks. bp Buenaventura Famadico (San Pablo)

### Biskupi pomocniczy
- ks. bp Broderick Pabillo (Manilia)
- ks. bp Nolly Buco (Antipolo)

### Biskupi seniorzy
- ks. kard. Gaudencio Rosales (Manilia)
- ks. bp Teodoro Buhain (Manilia)
- ks. bp Teodoro Bacani (Novaliches)
- ks. bp Antonio Tobias (Novaliches)